# Verein für Socialpolitik
Der Verein für Socialpolitik (VfS) ist eine ökonomische Vereinigung im deutschen Sprachraum. Er hat seinen Sitz in Berlin. Zurzeit hat er etwa 4000 persönliche und 34 korporative Mitglieder. Der Verein gibt zwei Fachzeitschriften (German Economic Review und Perspektiven der Wirtschaftspolitik) heraus.
Er befasst sich in seinen 24 ständigen Fachausschüssen mit verschiedensten wirtschaftswissenschaftlichen Fragestellungen. Seit 2023 ist Regina T. Riphahn Vorsitzende des Vereins.

## Geschichte
Der Verein wurde 1873 gegründet, erster Vorsitzender war Rudolf von Gneist, der im Folgejahr vom bisherigen Stellvertreter Erwin Nasse abgelöst wurde. Adolf Held war ab 1873 Sekretär. Dem Verein gehörten Ökonomen wie Gustav von Schmoller (Vorsitzender 1890–1917), Adolf Wagner und Lujo Brentano an.
Im Zusammenhang mit dem großen Aufschwung Preußens und Deutschlands entstand eine neue Schule der Volkswirtschaftslehre, die auf historisch-psychologischem Boden eine Brücke zwischen den Manchesterliberalen und den sozialrevolutionären Ideen des aufkommenden Sozialismus zu finden suchte. Die revolutionäre Agitation eines Ferdinand Lassalle oder Karl Marx schienen ihnen ebenso ungeeignet wie die Laissez-faire-Politik der Liberalen, um die Lage der Arbeiter zu verbessern. Die Historische Schule schuf sich in der Bildung des Vereins für Socialpolitik eine Verfassung und beeinflusste immer mehr durch ihre Schriftenpublikation das öffentliche Interesse in Deutschland und darüber hinaus.
Heinrich Bernhard Oppenheim prägte für die Mitglieder den Begriff der „Kathedersozialisten“, um sie als Vertreter eines anti-liberalen Staatsinterventionismus zu brandmarken. Laut Gustav v. Schmoller wollten er und die Mitglieder „auf der Grundlage der bestehenden Ordnung die unteren Klassen soweit heben, bilden und versöhnen, dass sie in Harmonie und Frieden sich in den Organismus einfügen“. Zu der damaligen Zeit der Gewerbefreiheit waren die Rechte der Arbeiter minimal und ihre Behandlung vielfach menschenunwürdig. Zudem hatten die Arbeiter bis zur Bildung des Sozialversicherungswesens in den 1880er Jahren (das wilhelminische Deutschland galt als Pioniernation der modernen Sozialpolitik) kaum eine Absicherung gegen Arbeitsunfähigkeit, Krankheit oder Arbeitslosigkeit und schwere Verletzungen und Tod am Arbeitsplatz gehörten damals vielfach zum Arbeitsalltag.
Die Lehre der Historischen Schule fand schnell öffentliches Interesse auch über Deutschland hinaus; so in den englischen Fabiern und der nordamerikanischen Academy of Political and Social Science. Ihre wissenschaftlichen Arbeiten über soziale Angelegenheiten haben nicht bloß eine große Wirkung auf die damals heranwachsende Generation, sondern auch auf die deutsche Politik, speziell auf Otto von Bismarck ausgeübt. Die Vertreter dieser Schule haben die deutschen Staatswissenschaften von 1860 bis 1914 maßgeblich beeinflusst und auf ein viel breiteres Fundament als die rein mathematische Analyse der klassischen Volkswirtschaftslehre gestellt.
Der Verein war allerdings selbst keine Organisation der Arbeiterbewegung, nur ausnahmsweise konnten bei ihm etwa Gewerkschaftsfunktionäre selbst zu Wort kommen und ihre Positionen darlegen. Kein Interesse bestand an der Meinung von Sozialdemokraten und sozialdemokratischen Gewerkschaftern, welche zu der damaligen Zeit eine stark sozialistische Ausrichtung hatten. Nach schweren inneren Auseinandersetzungen entwickelte sich der sozialpolitische „Agitationsverein“ zu einer politisch neutralen, fachübergreifenden Gesellschaft fort. 1936 löste sich der Verein selbst auf, um der Gleichschaltung zu entgehen. 1948 wurde er wiedergegründet.

## Kontroversen
2012 organisierte der heute im Netzwerk Plurale Ökonomik aufgegangene Arbeitskreis Real World Economics um Helge Peukert und Christoph Freydorf eine Gegenveranstaltung zur VfS-Tagung in Göttingen. Das mehrtägige Parallelprogramm bot Platz für die Forschungsrichtungen und Forscher, die nach Ansicht der Organisatoren ansonsten ausgegrenzt würden. Dazu formulierten sie einen offenen Brief an den Verein für Socialpolitik, in dem sie „Theorienvielfalt statt geistiger Monokultur“, „Methodenvielfalt statt angewandter Mathematik“ und „Selbstreflexion statt unhinterfragter, normativer Annahmen“ forderten. Der Vereinsvorsitzende Michael Burda erwiderte den Brief im August 2013. Arne Heise kommentierte Burdas Brief im Handelsblatt: „Von kritischer Selbstreflexion in Anbetracht des Scheiterns an der Wirklichkeit ist nichts zu sehen.“
2015 kam es zum Rückschritt in der Debatte, der Dialog scheiterte und so „ließ der VfS die Unzufriedenen wieder außen vor“, weshalb erneut eine „unerbetene“ Gegenveranstaltung organisiert wurde. Helge Peukert erklärte als Ziel der Pluralistischen Ergänzungstagung „aufzuzeigen, dass es genug ernsthafte ökonomische Ansätze jenseits des Mainstreams gibt und dass genug Platz vorhanden wäre, um bei der offiziellen Jahrestagung mehr Pluralität zuzulassen.“ Als beispielhaft wurde die Tagung der amerikanischen Allied Social Sciences Association genannt, bei der alle wirtschaftswissenschaftlichen Strömungen „ihr eigenes Programm organisieren“ dürfen. Dennis Snower, der für den VfS eine „Plurale Session“ organisiert hatte, befürwortete eine gemeinsame Tagung, um die Perspektive zu erweitern. Der Verein wies den Vorwurf der wissenschaftlichen Ausgrenzung zurück. Ein VfS-Vorstandsmitglied legte seinen Eindruck dar, „dass es da mehr um eine politische Agenda geht als um eine konstruktive Diskussion über Lehrinhalte.“ In der Süddeutschen wurde kritisiert, der Verein weigere sich, „eine echte Debatte“ zu führen. Auf den folgenden Jahrestagungen (2017, 2018) wurde dem Netzwerk Plurale Ökonomik angeboten, sich mit einem eigenen Programmpunkt auf der jährlichen Vereinstagung zu präsentieren, um einen konstruktiven Austausch in der Debatte zu ermöglichen.

## Aktivitäten

### Jahrestagungen
Die vom Verein für Socialpolitik jährlich durchgeführten Tagungen mit bis zu 800 Teilnehmern gehören zu den größten und meistbeachteten wirtschaftswissenschaftlichen Fachkonferenzen in Europa. Im offenen Tagungsteil gibt es bis zu 450 Vorträge aus allen Teilgebieten der Wirtschaftswissenschaften.

### Nachwuchsförderung
Der Verein für Socialpolitik fördert die internationale Präsenz junger Wissenschaftler aus dem Bereich der Wirtschaftswissenschaften mit einer Prämie für Vorträge auf angesehenen internationalen Konferenzen.
Zudem zeichnet der Verein gemeinsam mit der Joachim Herz Stiftung deutschlandweit Schüler mit dem „VfS-Abiturpreis“ aus, die auf dem Gebiet der Wirtschaftswissenschaften im Rahmen ihrer Abiturprüfungen eine hervorragende Leistung erzielt haben.

### Frauenförderung
Forscherinnen im Bereich der Wirtschaftswissenschaften sind in Berufungsverfahren, bei Tagungen, auf Panel-Diskussionen und in Entscheidungsgremien noch immer stark unterrepräsentiert. Um dem entgegenzuwirken, hat der Verein für Socialpolitik eine öffentlich zugängliche Namensliste von Forscherinnen im Bereich der VWL und in verwandten Gebieten erstellt. Wirtschaftswissenschaftlerinnen, die im deutschsprachigen Raum tätig sind, promoviert haben und im wissenschaftlichen Bereich arbeiten, können sich in diese Liste eintragen lassen. Neben dem Namen, der akademischen Stellung und der Affiliation kann die Datenbank auch nach Forschungsfeldern sortiert werden. Dadurch kann die interessierte Öffentlichkeit aus dem akademischen, medialen oder politischen Umfeld genau die Expertin finden, die sie zu einem bestimmten Forschungsgebiet sucht.

### Evidenzbasierte Wirtschaftspolitik
Der Verein für Socialpolitik ist für den Einsatz einer evidenzbasierten Wirtschaftspolitik. Er unterstützt eine Wirtschaftspolitik auf der Grundlage kausaler Wirkungsanalysen von wirtschaftspolitischen Maßnahmen mit Hilfe empirischer (Evaluations-)Studien. Der Verein hat Leitlinien für ex-post Wirkungsanalysen erstellt.

## Preise
Der Verein vergibt jährlich die folgenden Auszeichnungen:
- Gossen-Preis für einen Wirtschaftswissenschaftler aus dem deutschen Sprachraum, der/die mit seinen Arbeiten internationales Ansehen gewonnen hat. Der Preis wird an Wissenschaftler verliehen, die zum Zeitpunkt der Preisverleihung das 45. Lebensjahr noch nicht vollendet haben.
- Gustav-Stolper-Preis für hervorragende Wissenschaftler, die mit Erkenntnissen wirtschaftswissenschaftlicher Forschung die öffentliche Diskussion über wirtschaftliche Zusammenhänge und Probleme beeinflusst und wichtige Beiträge zum Verständnis und zur Lösung ökonomischer Probleme geleistet haben.
- Reinhard-Selten-Preis (Young Author Best Paper Award) für Beiträge, die sich insbesondere durch Originalität, Bedeutung der Fragestellung und saubere Methodik auszeichnen. Der Preis wird an Autoren verliehen, die unter 32 Jahren sind.
- Carl-Menger-Preis „für innovative, internationale Forschungsleistungen auf den Gebieten der monetären Makroökonomie, Geldpolitik und Währungspolitik“.

## Vereinsvorsitzende
| Zeitraum  | Vorsitzender           |
| --------- | ---------------------- |
| 1872–1874 | Rudolf von Gneist      |
| 1874–1890 | Erwin Nasse            |
| 1890–1917 | Gustav von Schmoller   |
| 1917–1930 | Heinrich Herkner       |
| 1930–1932 | Christian Eckert       |
| 1932–1935 | Werner Sombart         |
| 1935–1936 | Constantin von Dietze  |
| 1949–1954 | Gerhard Albrecht       |
| 1955–1958 | Walther G. Hoffmann    |
| 1959–1962 | Fritz Neumark          |
| 1963–1966 | Erich Schneider        |
| 1967–1970 | Helmut Arndt           |
| 1971–1974 | Hans Karl Schneider    |
| 1975–1978 | Wilhelm Krelle         |
| 1979–1982 | Helmut Hesse           |
| 1983–1986 | Ernst Helmstädter      |
| 1987–1990 | Gernot Gutmann         |
| 1991–1994 | Heinz König            |
| 1995–1996 | Erhard Kantzenbach     |
| 1997–2000 | Hans-Werner Sinn       |
| 2001–2004 | Martin Hellwig         |
| 2005–2008 | Friedrich Schneider    |
| 2009–2011 | Lars-Hendrik Röller    |
| 2011–2014 | Michael C. Burda       |
| 2015–2016 | Monika Schnitzer       |
| 2017–2018 | Achim Wambach          |
| 2019–2020 | Nicola Fuchs-Schündeln |
| 2021–2022 | Georg Weizsäcker       |
| 2023–2024 | Regina T. Riphahn      |

## Weitere bekannte Mitglieder
- Otto Arendt (1854–1936), deutscher Publizist und Politiker, Mitbegründer des Vereins
- Moritz Julius Bonn (1873–1965), deutscher Nationalökonom
- Karl Bräuer (1881–1964), deutscher Finanzwissenschaftler
- Lujo Brentano (1844–1931), deutscher Wirtschaftswissenschaftler, Mitbegründer des Vereins
- Karl Bücher (1847–1930), deutscher Nationalökonom
- Gustav Cohn (1840–1919), deutscher Ökonom
- Karl Diehl (1864–1943), deutscher Nationalökonom
- Constantin von Dietze (1891–1973), Agrarwissenschaftler, Jurist, Volkswirt und Theologe
- Christian Eckert (1874–1952), deutscher Professor für wirtschaftliche Staatswissenschaften
- Gottfried Eisermann (1918–2014), deutscher Soziologe und Volkswirt
- Werner Ehrlicher (1920–2012), deutscher Wirtschaftswissenschaftler
- Ernst Engel (1821–1896), deutscher Statistiker und Sozialökonom
- Walter Eucken (1891–1950), deutscher Ökonom
- Franz Eulenburg (1867–1943), deutscher Wirtschafts- und Sozialwissenschaftler
- Carl Johannes Fuchs (1865–1934), deutscher Nationalökonom
- Bernhard Harms (1876–1939), deutscher Wirtschaftswissenschaftler
- Justus Haucap (* 1969), deutscher Ökonom
- Friedrich August von Hayek (1899–1992), österreichischer Ökonom und Sozialphilosoph
- Eduard Heimann (1889–1967), deutscher Wirtschafts- und Sozialwissenschaftler
- Adolf Held (1844–1880), deutscher Nationalökonom
- Martin Hellwig (* 1949), deutscher Ökonom
- Ignaz Jastrow (1856–1937), deutscher Historiker und Sozialpolitiker
- Georg Friedrich Knapp (1842–1926), deutscher Ökonom
- Roland Kirstein (* 1965), deutscher Ökonom
- Emil Lederer (1882–1939), böhmisch-österreichischer Ökonom und Soziologe
- Charlotte Leubuscher (1888–1961), deutsche Sozial- und Wirtschaftswissenschaftlerin
- Wilhelm Lexis (1837–1914), deutscher Mathematiker, Statistiker und Nationalökonom
- Fritz Karl Mann (1883–1979), deutscher Finanzwissenschaftler und Finanzsoziologe
- Ludwig von Mises (1881–1973), österreichisch-amerikanischer Wirtschaftswissenschaftler, Theoretiker des klassischen Liberalismus und Libertarismus
- Joachim Möller (* 1953), deutscher Ökonom
- Friedrich Naumann (1860–1919), evangelischer Theologe, liberaler Politiker
- Julia Neuhaus, Volkswirtin, Präsidentin der Berliner Hochschule für Technik
- Eugen Philippovich von Philippsberg (1858–1917), österreichischer Nationalökonom und Universitätsprofessor
- Dieter Pohmer (1925–2013), deutscher Wirtschaftswissenschaftler und Hochschullehrer
- Heinz Potthof (1875–1945), deutscher Sozialreformer und liberaler Politiker
- Karl Rathgen (1856–1921), deutscher Nationalökonom und Gründungsrektor der Universität Hamburg
- Rudolf Richter (* 1926), deutscher Ökonom
- Eva-Maria Roelevink (* 1984), deutsche Wirtschaftshistorikerin
- Franz Johannes von Rottenburg (1845–1907), preußischer Jurist und Leiter der Reichskanzlei
- Alexander Rüstow (1885–1963), deutscher Sozialwissenschaftler und Ökonom
- Edgar Salin (1892–1974), deutscher Wirtschaftswissenschaftler
- Gertrud Savelsberg (1899–1984), deutsche Sozialwissenschaftlerin und stv. Direktorin am Institut für Weltwirtschaft
- Wolf Schäfer (1941–2020), deutscher Volkswirt
- Gerhart von Schulze-Gaevernitz (1864–1943), deutscher Nationalökonom und Politiker
- Ludwig Friedrich Seyffardt (1827–1901), deutscher Textilunternehmer und Politiker
- Gustav von Schmoller (1838–1917), deutscher Ökonom
- Friedrich Schneider (* 1949), deutscher Ökonom
- Gustav von Schönberg (1839–1908), deutscher Nationalökonom
- Max Sering (1857–1939), deutscher Nationalökonom
- Jürgen Siebke (1936–2017), deutscher Wirtschaftswissenschaftler
- Hans-Werner Sinn (* 1948), deutscher Ökonom
- Anton Ludwig Sombart (1816–1898), Geodät, Rittergutsbesitzer und Reichstagsabgeordneter
- Werner Sombart (1863–1941), deutscher Soziologe und Volkswirt
- Arthur Spiethoff (1873–1957), deutscher Ökonom
- Wilhelm Stieda (1852–1933), deutscher Nationalökonom, Wirtschaftshistoriker und Sozialreformer
- Jens Südekum (* 1975), deutscher Ökonom
- Ferdinand Tönnies (1855–1936), deutscher Soziologe, Nationalökonom und Philosoph
- Ernst Wagemann (1884–1956), deutscher Nationalökonom und Statistiker
- Hans-Jürgen Wagener (* 1941), deutscher Ökonom und Volkswirt
- Adolph Wagner (1835–1917), deutscher Ökonom
- Adolf Weber (1876–1963), deutscher Nationalökonom
- Alfred Weber (1868–1958), deutscher Soziologe, Kulturphilosoph und Wirtschaftswissenschaftler
- Max Weber (1864–1920), deutscher Soziologe und Ökonom
- Julius Wolf (1862–1937), Nationalökonom